# Pas cnoty

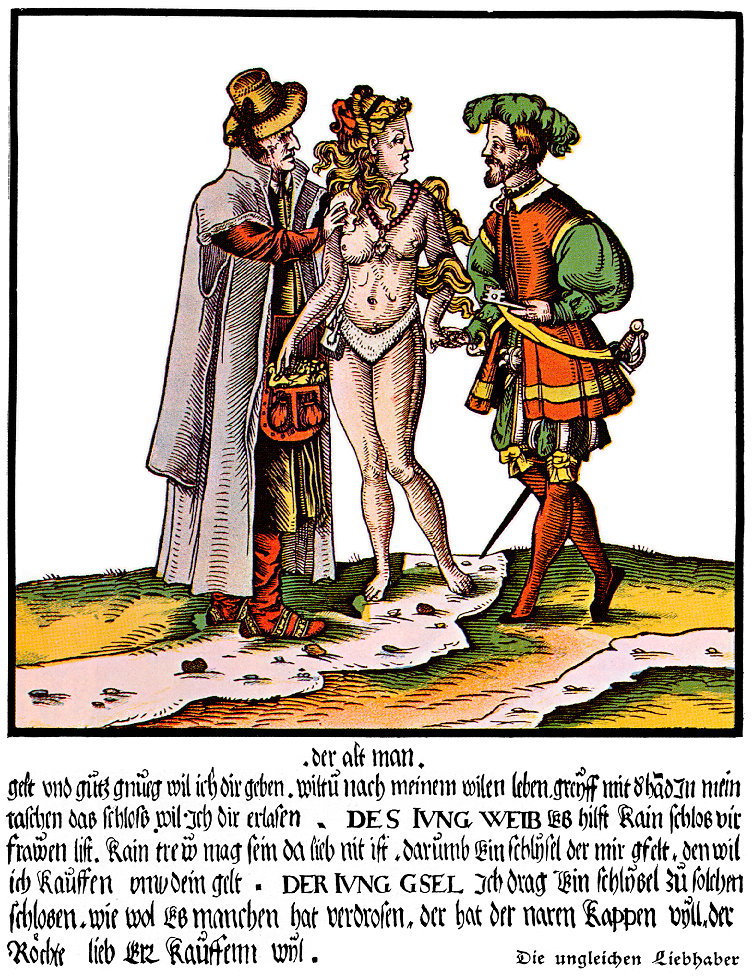
XVI-wieczny drzeworyt niemiecki przedstawiający założony na kobietę pas cnoty, jej męża (którego pieniądze bierze) i kochanka (który daje jej klucz). Satyra na to rozwiązanie.

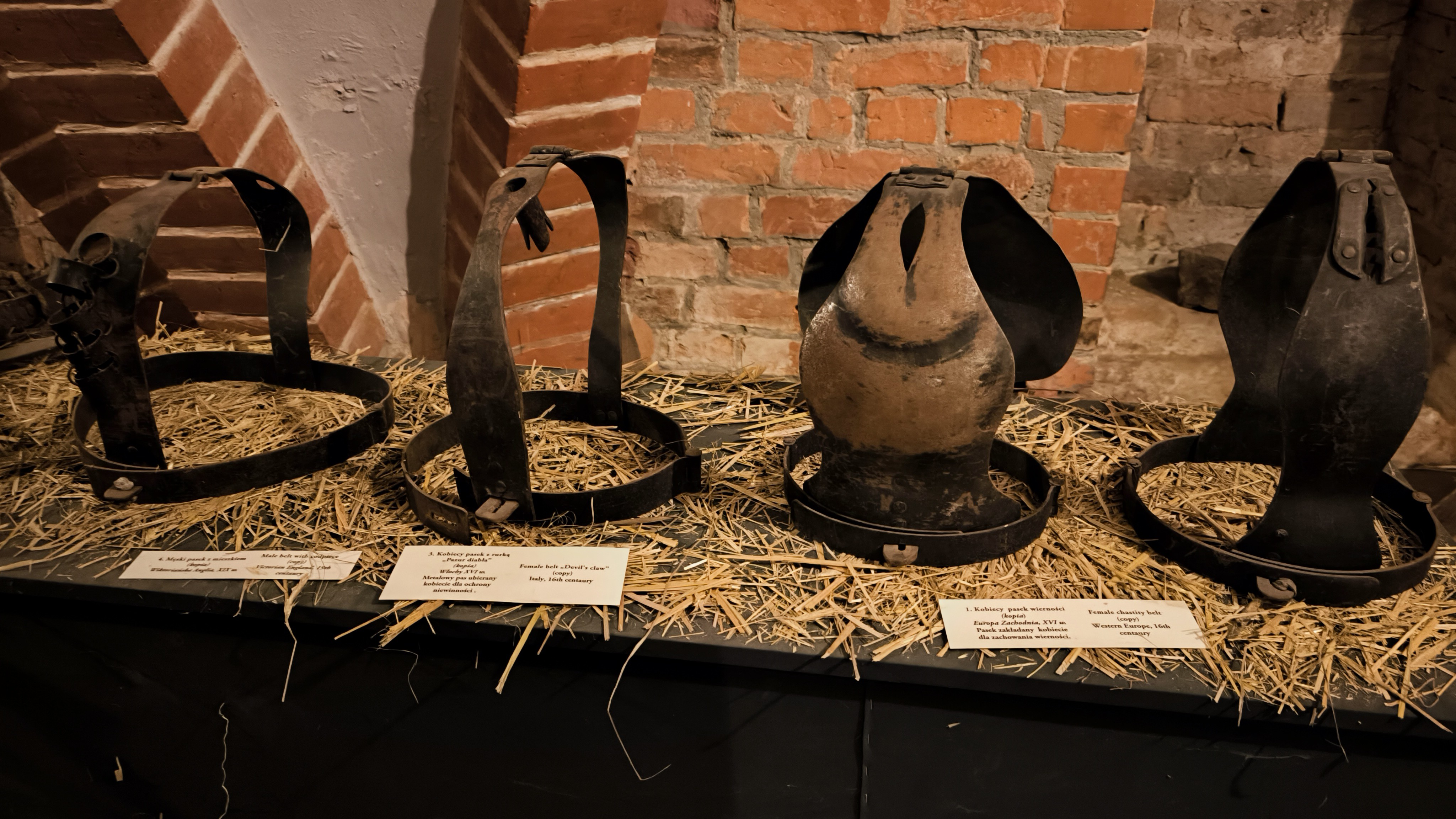
Pasy cnoty (repliki):
4. Męski pas cnoty — XIX w. Anglia;
3. Kobiecy pas cnoty z rurką (Pazur diabła) - XVI w. Włochy;
1. i 2. Kobiece pasy cnoty XVI w.
Muzeum Zamek krzyżacki w Ostródzie

Pas cnoty, opaska syryjska – przyrząd stosowany w Europie między XII a XIX wiekiem w celu powstrzymywania kobiety od cudzołóstwa i  masturbacji. 
Najczęściej wykonywano go z metalu w formie obejmującego kobietę ciasno w talii poziomego drutu lub skórzanego pasa, który zamykano na zatrzask zaopatrzony w zamek z kluczem. Do pasa poziomego montowano pionowy element zasłaniający srom, co uniemożliwiało odbycie stosunku płciowego. Element pionowy zaopatrzony był w małe otwory umożliwiające kobiecie załatwianie naturalnych potrzeb fizjologicznych, a dodatkowe kolce miały zapobiec próbom włożenia przez otwór nawet własnego palca. Pas cnoty był bardzo niewygodny i utrudniał utrzymanie higieny osobistej, co często powodowało bolesne otarcia i związane z tym choroby.
Pas cnoty miał być używany przez wyższe warstwy społeczne, jak np. rycerstwo oraz przez kupców. Dzięki niemu mężczyzna, zabierając ze sobą klucz do pasa cnoty, mógł wyjechać na długotrwałą wyprawę wojenną bądź w interesach z przekonaniem, że jego żona nie zajdzie wtedy w ciążę i nie urodzi nieślubnego dziecka, np. w wyniku zdrady małżeńskiej lub gwałtu. W rzeczywistości ani pas cnoty ani jego przedstawienia w formie ilustracji nie są znane przed XV wiekiem, a i później służył raczej jako narzędzie związane z zawodową prostytucją. Istnieje też hipoteza, że mógł być narzędziem kary wprowadzonym w wyniku zmian w sądownictwie wraz z nadejściem nowożytności. Jego stosowanie w celu kontroli kobiecej seksualności poświadczone jest w XIX w. 
Współcześnie istnieją również pasy cnoty dla mężczyzn, które składają się z drucianej klatki lub pojemnika zasłaniającego genitalia.